# Cleóbulo Faria
Cleóbulo Faria, conhecido como Soda (Conceição de Macabu, 22 de março de 1901 — Local e data da morte desconhecidos), foi um futebolista brasileiro que atuou pelo Americano de Campos dos Goitacazes entre 1916 e 1919.
Convocado para Campeonato Sul-Americano de Futebol de 1923, disputou duas partidas como titular da Seleção Brasileira.
Devido ao seu desempenho, foi convocado para disputar mais cinco partidas pela Seleção Brasileira.